# オウラヴィクトリックス (小惑星)
オウラヴィクトリックス (700 Auravictrix) は小惑星帯に位置する小惑星である。ドイツのハイデルベルクでヨーゼフ・ヘルフリッヒによって発見された。
小惑星名はラテン語で「逆風の勝利」を意味し、1911年に初飛行したシュッツ・ランテ式飛行船に因んで命名された。